# 1942 في إسبانيا
فيما يلي قوائم الأحداث التي وقعت خلال عام 1942 في إسبانيا.

## سياسة

### تعيين في المنصب
- 20 مارس – دولوريس إيباروري الأمين العام للحزب الشيوعي الإسباني ‏.

## رياضة
- 1 يناير – طواف إسبانيا 1942

## كتب
من الكتب التي صدرت هذه السنة في إسبانيا:
- 1 أكتوبر – عائلة باسكوال دوارتي من تأليف كاميلو خوسيه ثيلا.

## مواليد

### يناير
- 2 يناير – خيسوس غلاريا لاعب كرة قدم إسباني.
- 15 يناير – شارو

### فبراير
- 4 فبراير – يواكيم ريف لاعب كرة قدم.
- 9 فبراير – مانويل كاستليس

### مارس
- 5 مارس – فيليبي غونثاليث سياسي إسباني.
- 16 مارس – كارمن إجليسياس

### أبريل
- 5 أبريل – خوان غسبرت لاعب كرة مضرب إسباني.

### يوليو
- 14 يوليو – خافيير سولانا سياسي إسباني.

### أغسطس
- 23 أغسطس – خوسيه لويس ألونسو دي سانتوس

### ديسمبر
- 2 ديسمبر – فيسنتي لوبيز كاريل درّاج طريق إسباني.

## وفيات

### أبريل
- 26 أبريل – روما فورنس (مواليد 1885) لاعب كرة قدم.